# Soulèvement de Milan (1814)
Ne doit pas être confondu avec Cinq journées de Milan ou Insurrection de Milan (1853).
Le soulèvement de Milan ou révolution de Milan, désigne une insurrection de la population milanaise survenue le 20 avril 1814 contre l'occupation française napoléonienne en Italie.

## Contexte et déroulement
À l'issue de sa victoire écrasante contre la Troisième Coalition en 1805, Napoléon Ier s'est proclamé roi d'Italie et a nommé son fils Eugène de Beauharnais vice-roi. L'Empereur parvient également à battre la Quatrième et la Cinquième Coalition, mais échoue face à la Sixième et abdique le 6 avril 1814. La nouvelle arrive à Milan le 16 avril et soulève l'espoir d'une indépendance. Le sénat est convoqué le 17 avril par Francesco Melzi d'Eril, ancien vice-président de la République italienne, qui demande le vote d'une motion proposant la nomination d'Eugène de Beauharnais comme roi d'un royaume d'Italie indépendant à la place de Napoléon. Mais les sympathisants d'Eugène sont minoritaires face à des groupes qui demandent un roi italien ou que le trône soit donné à Joachim Murat ou enfin le retour à l'Autriche. Les sympathisants n'arrivent pas à vaincre la résistance de la majorité des sénateurs lesquels acceptent seulement d'envoyer une délégation à Vienne afin qu'ils émettent une requête en faveur de l'indépendance.
La séance est reconduite le 20 avril et les opposants à Melzi d’Eril organisent une manifestation, surnommée la bataille des parapluies (Battaglia degli ombrelli). Au petit matin, une foule furieuse entre dans le sénat et saccage la salle en cherchant notamment le comte Giuseppe Prina, ministre des Finances de Napoléon Ier. L'homme est retrouvé et lynché à mort.
Les historiens ne sont pas arrivés à porter un jugement sur les évènements de la journée, Carlo Botta affirme dans son Histoire de l'Italie de 1789 à 1814 qu'à la tête de la foule qui commit l'exaction se trouve le comte Federico Confalonieri qui sera quelques années plus tard le compagnon de  Silvio Pellico au cours du procès et dans la prison de Spielberg.
Les événements du 20 avril convainquent le vice-roi Eugène de Beauharnais à renoncer au trône. Le  26 avril il abdique et quitte l'Italie pour rejoindre la cour de ses beaux-parents les Wittelsbach, à Munich.